# Les Bottereaux
Les Bottereaux település Franciaországban, Eure megyében. Lakosainak száma 347 fő (2022. január 1.). Les Bottereaux Ambenay, Bois-Normand-près-Lyre, Chambord, Juignettes, Neaufles-Auvergny és Saint-Antonin-de-Sommaire községekkel határos.

## Népesség
A település népességének változása:
| Lakosok száma | 281  | 248  | 260  | 302  | 356  | 358  | 349  | 346  | 344  | 347  |
|               | 1968 | 1982 | 1990 | 2006 | 2013 | 2015 | 2017 | 2019 | 2020 | 2022 |